# Муллакой
Муллако́й (укр.  Муллакой, крымскотат. Mollaköy, Моллакой) — исчезнувшее село в Советском районе Республики Крым, располагавшееся на северо-западе района, в степной части Крыма, примерно в 2,5 км к северо-востоку от современного села Алмазное, на левом берегу пересыхающей речки Суджилка (ныне спрямлённой и превращённой в коллектор для вод, поступающих из Северо-Крымского канала).

## История
Первое документальное упоминание села встречается в Камеральном Описании Крыма… 1784 года, судя по которому, в последний период Крымского ханства Молланынки входил в Кучук Карасовский кадылык Карасьбазарскаго каймаканства. После присоединения Крыма к России (8) 19 апреля 1783 года, (8) 19 февраля 1784 года, именным указом Екатерины II сенату, на территории бывшего Крымского Ханства была образована Таврическая область и деревня была приписана к Левкопольскому, а после ликвидации в 1787 году Левкопольского — к Феодосийскому уезду Таврической области. После Павловских реформ, с 1796 по 1802 год, входила в Акмечетский уезд Новороссийской губернии. По новому административному делению, после создания 8 (20) октября 1802 года Таврической губернии, Муллакой был включён в состав Урускоджинской волости Феодосийского уезда.
По Ведомости о числе селении, названиях оных, в них дворов… состоящих в Феодосийском уезде от 14 октября 1805 года , в деревне Мулла-кой числилось 17 дворов и 102 жителя. На военно-топографической карте генерал-майора Мухина 1817 года деревня Муллакой обозначена с 19 дворами. После реформы волостного деления 1829 года Муллакой, согласно «Ведомости о казённых волостях Таврической губернии 1829 года», отнесли к Бурюкской волости (переименованной из Урускоджинской). На карте 1836 года в деревне 22 двора, как и на карте 1842 года.
В 1860-х годах, после земской реформы Александра II, деревню приписали к Шейих-Монахской волости. Согласно «Списку населённых мест Таврической губернии по сведениям 1864 года», составленному по результатам VIII ревизии 1864 года, Муллакой — владельческая татарская деревня с 10 дворами, 41 жителем и мечетью при колодцах. По обследованиям профессора А. Н. Козловского начала 1860-х годов, в селении были колодцы с пресной водой глубиною не более 1,5 саженей (3 м) На трёхверстовой карте Шуберта 1865—1876 года деревня Муллакой обозначена с 13 дворами. По «Памятной книге Таврической губернии 1889 года», по результатам Х ревизии 1887 года, в деревне Муллакой числилось 26 дворов и 128 жителей. По «…Памятной книжке Таврической губернии на 1892 год» в безземельной деревне Моллакой, не входившей ни в одно сельское общество, было 58 жителей, у которых домохозяйств не числилось.
После земской реформы 1890-х годов деревню приписали к Андреевской волости. По «…Памятной книжке Таврической губернии на 1900 год» в деревне Молакой, входившей в Айкишское сельское общество, числилось 136 жителей в 21 дворе. По Статистическому справочнику Таврической губернии. Ч.II-я. Статистический очерк, выпуск пятый Феодосийский уезд, 1915 год, в селе Муллакой Андреевской волости Феодосийского уезда числилось 28 дворов (4 двора с землёй, 24 — безземельные) с татарским населением в количестве 105 человек приписных жителей и 34 — «посторонних», из которых 129 мужчин и 119 женщин. Жители владели 474 десятинами удобной земли. В хозяйствах имелось 83 лошади, 83 коровы и 207 голов мелкого скота. Согласно списку 1915 года «…русских подданных из австрийских, венгерских или германских выходцев» землевладельцев, опубликованном в газете «Таврические губернские ведомости» в апреле 1915 года, при деревне Моллакой значатся наследники Давида Иоганновича Бирнбаум — сын Давид и дочери Матильда и Екатерина, имевшие 2 участка: 525 десятин и 67 дес. земли и Вагнер Христиан Петрович, владевший 114 десятинами 1600 квадратными саженями.
После установления в Крыму Советской власти, по постановлению Крымревкома № 206 «Об изменении административных границ» от 8 января 1921 года была упразднена волостная система и село вошло в состав Ичкинского района Феодосийского уезда, а в 1922 году уезды получили название округов. 11 октября 1923 года, согласно постановлению ВЦИК, в административное деление Крымской АССР были внесены изменения, в результате которых округа были отменены, Ичкинский район упразднили, включив в состав Феодосийского в состав которого включили и село. Согласно Списку населённых пунктов Крымской АССР по Всесоюзной переписи 17 декабря 1926 года, в селе Муллакой, Ичкинского сельсовета Феодосийского района, числилось 36 дворов, из них 26 крестьянских, население составляло 133 человека, из них 78 татар, 24 болгарина, 17 русских, 4 украинца, 10 записаны в графе «прочие». Постановлением ВЦИК «О реорганизации сети районов Крымской АССР» от 30 октября 1930 года Феодосийский район был упразднён и был создан Сейтлерский (по другим сведениям 15 сентября 1931 года), в который включили село, а с образованием в 1935 году Ичкинского — в состав нового района. По данным всесоюзной переписи населения 1939 года в селе проживало 250 человек. В последний раз в исторических документах Муллакой встречается на двухкилометровке РККА 1942 года.

### Динамика численности населения
| - 1805 год — 102 чел. - 1864 год — 41 чел. - 1889 год — 128 чел. - 1892 год — 58 чел. | - 1900 год — 136 чел. - 1915 год — 105/34 чел. - 1926 год — 133 чел. - 1939 год — 250 чел. |